# Geancarlos Zumba
Geancarlos Tex Zumba Baños (Montalvo, Ecuador; 2 de junio de 1994) es un futbolista ecuatoriano. Juega de defensa o lateral izquierdo y su equipo actual es Chacaritas Fútbol Club de la Serie B de Ecuador.

## Trayectoria
Realizó las inferiores en Guayaquil City y posteriormente en los clubes Emelec y Aucas. Debutó en el fútbol profesional en el 2015 al ser contratado por River Ecuador que luego pasaría a llamarse Guayaquil City, después jugó para el Mushuc Runa y luego en Liga de Portoviejo.
En el 2019 es contratado como nuevo refuerzo por el Orense Sporting Club de la Serie B de Ecuador, con el equipo bananero logró el título de campeón y ascenso a la Serie A, durante la temporada 2020 jugó en la máxima categoría del fútbol ecuatoriano con el equipo de Machala. Para 2021 es fichado por el Chacaritas Fútbol Club de la Serie B.

## Clubes
| Club                       | País    | Año       |
| -------------------------- | ------- | --------- |
| River Ecuador (Inferiores) | Ecuador | 2007      |
| Emelec (Inferiores)        | Ecuador | 2010-2013 |
| Aucas (Inferiores)         | Ecuador | 2014      |
| River Ecuador              | Ecuador | 2015      |
| Mushuc Runa                | Ecuador | 2017-2018 |
| Liga de Portoviejo         | Ecuador | 2018      |
| Orense S. C.               | Ecuador | 2019      |
| Santa Rita                 | Ecuador | 2020      |
| Chacaritas F. C.           | Ecuador | 2021-2024 |
| Gualaceo S.C.              | 2025    |           |

## Palmarés

### Campeonatos nacionales
| Título             | Club         | País    | Año  |
| ------------------ | ------------ | ------- | ---- |
| Serie B de Ecuador | Orense S. C. | Ecuador | 2019 |

### Torneos amistosos
| Título                      | Club                | País    | Año  |
| --------------------------- | ------------------- | ------- | ---- |
| Trofeo Municipio de Puyango | Emelec (Inferiores) | Ecuador | 2014 |